# Nachtjagdgeschwader
Nachtjagdgeschwader foi a denominação das asas de caças nocturnos da Luftwaffe.

## Lista das Nachtjagdgeschwader
- Nachtjagdgeschwader 1[2]
- Nachtjagdgeschwader 2[2]
- Nachtjagdgeschwader 3[2]
- Nachtjagdgeschwader 4[2]
- Nachtjagdgeschwader 5[2]
- Nachtjagdgeschwader 6[2]
- Nachtjagdgeschwader 7[2]
- Nachtjagdgeschwader 11[2]
- Nachtjagdgeschwader 100[2]
- Nachtjagdgeschwader 101[2]
- Nachtjagdgeschwader 102[2]
- Nachtjagdgeschwader 200[2]